# Städtische Galerie KUBUS

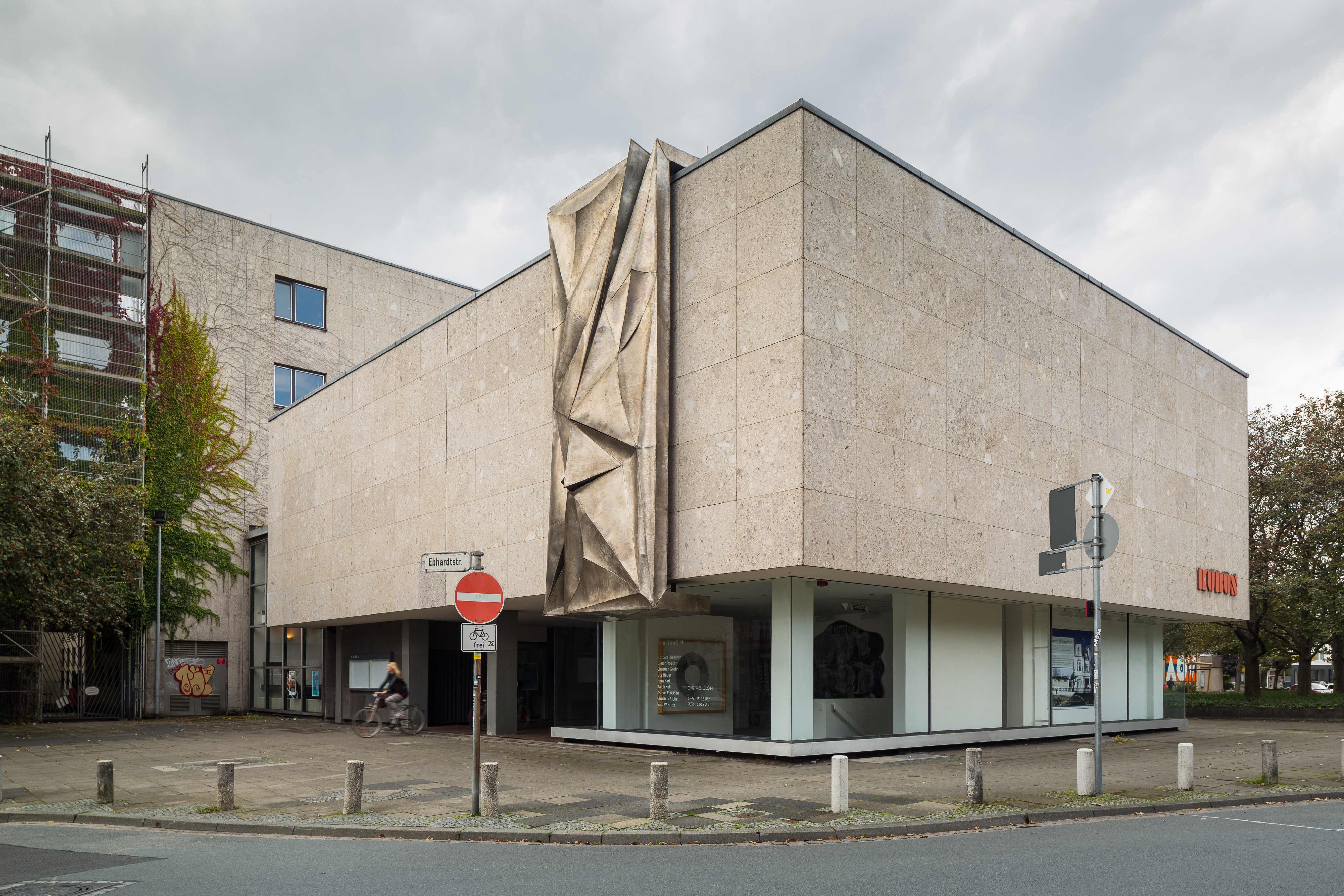
Außenansicht

Die Städtische Galerie KUBUS (auch: Kubus.Städtische Galerie) ist eine Galerie am Theodor-Lessing-Platz in Hannover.

## Geschichte

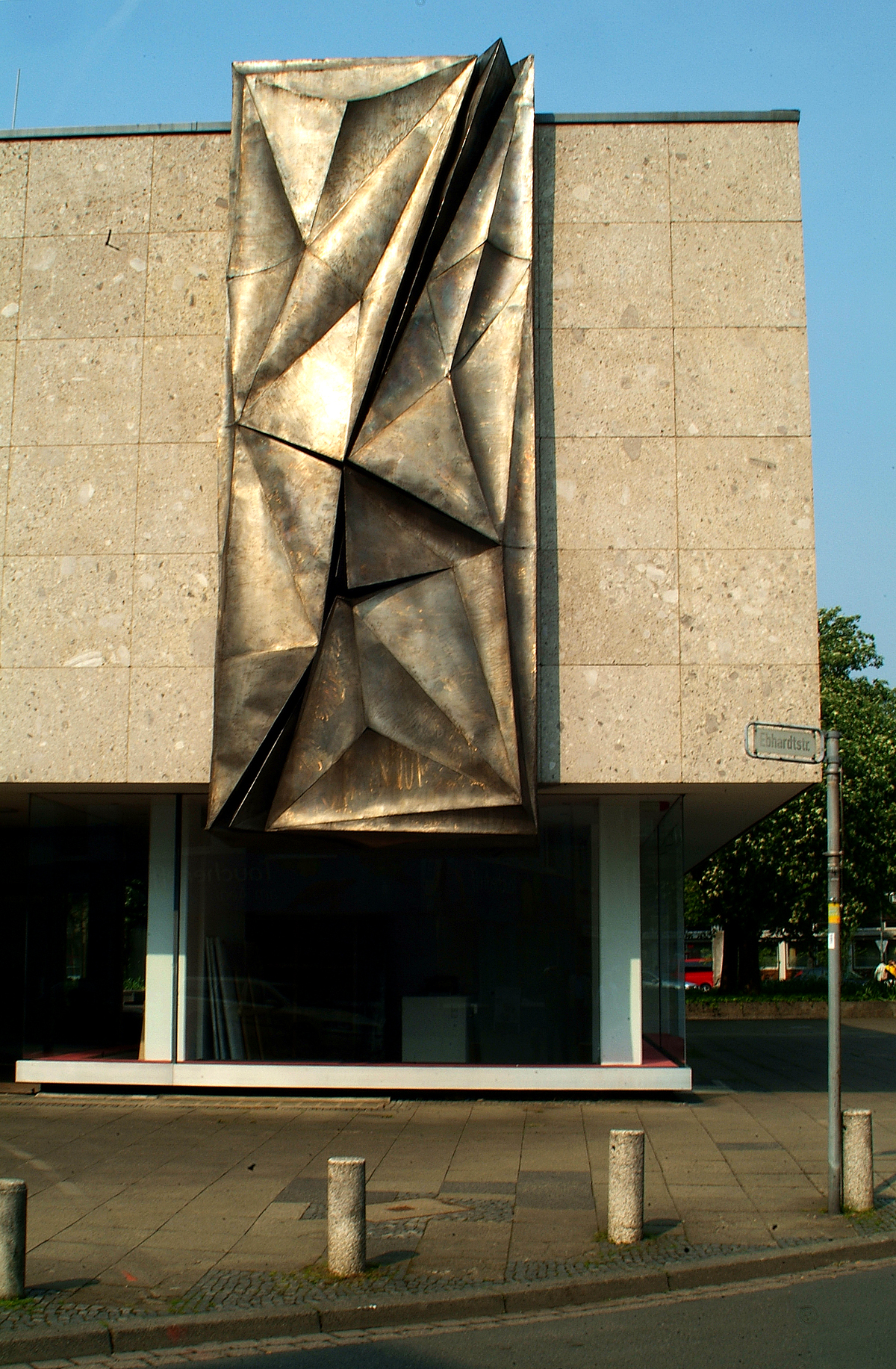
Stahlrelief von Erich Hauser

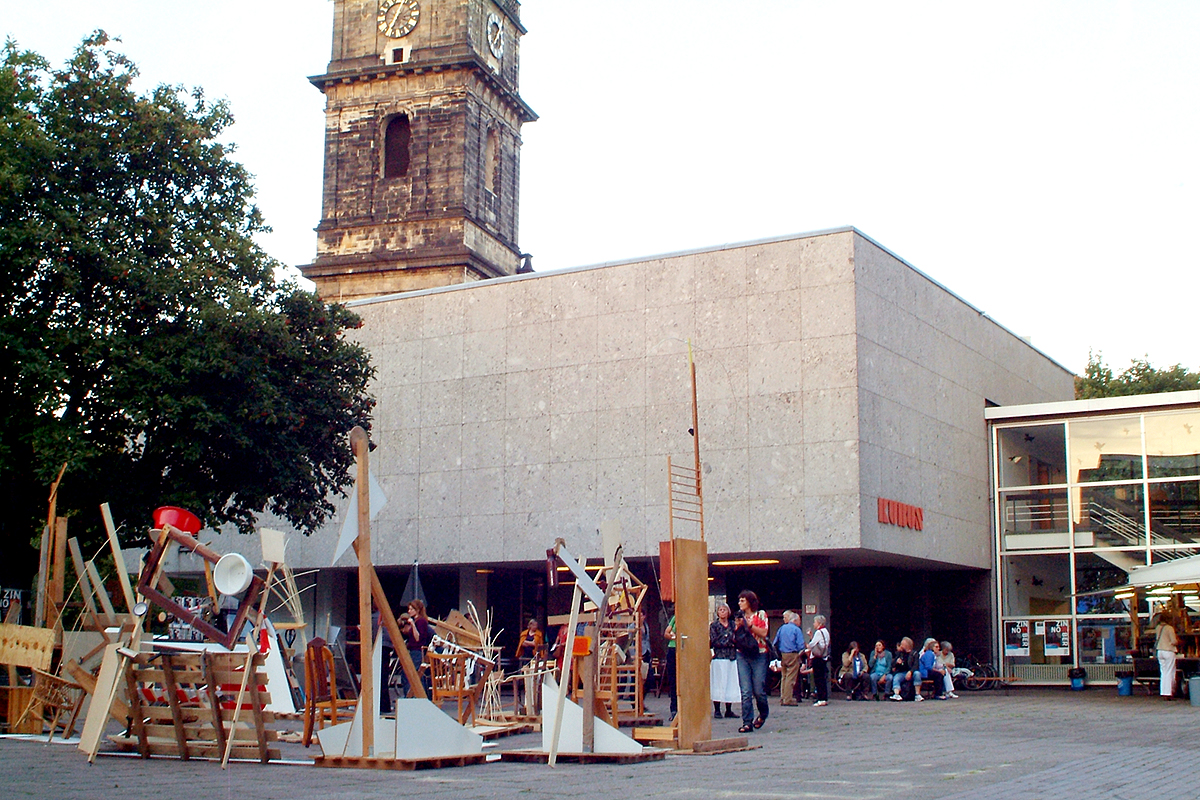
2012 war die Galerie Sammelpunkt für die Mitmach-Aktion „Merzbau“ während des Zinnober-Kunstvolkslaufes

Das Gebäude der Galerie wurde 1962 gemeinsam mit dem Neubau der Volkshochschule in Hannover (VHS) vom Hochbauamt der Stadt Hannover konzipiert und von Alfred Müller-Hoppe entworfen. 1965 erfolgte die Fertigstellung als zweigeschossiger, freistehender Anbau an die VHS. Im selben Jahr wurde die Plastik Stahlrelief von Erich Hauser außen an der Nordostseite des Gebäudes installiert. Während das Obergeschoss bisher im Wesentlichen für wechselnde Ausstellungen hannoverscher Künstler und Fotografen genutzt wurde, waren das Parterre und das Kellergeschoss von Anfang an Domizil verschiedener Galerien für Zeitgenössische Kunst, darunter
- Galerie Brusberg,[1]
- Galerie Wewerka (1986–1989),
- Galerie Sandmann + Haak,[1] und
- seit 2001 der Galerie vom Zufall und vom Glück, die von der Niedersächsischen Lottostiftung (seit 2009: Niedersächsische Lotto-Sport-Stiftung[4]) vor allem für Ausstellungen niedersächsischer Künstler und Künstlerinnen genutzt wird.[1]

## Ausstellungsprogramm
Jedes Jahr werden acht aktuelle Ausstellungen gezeigt. Die Auswahl nimmt ein städtisches Gremium vor, nachdem sich die Kunstschaffenden mit einer Ausstellungskonzeption beworben haben.
Ein besonderer Schwerpunkt ist die Zusammenarbeit mit den Partnerstädten Hannovers: Dazu werden Künstler  aus Poznań (Polen), Hiroshima (Japan), Perpignan und Rouen (Frankreich) und Bristol (Großbritannien) eingeladen, um zusammen mit hannoverschen Künstler ein gemeinsames Ausstellungskonzept zu gestalten. Auf diese Weise erhalten Besucher einen Einblick in die jeweils aktuelle Kunstrichtung der entsprechenden Länder.

## Publikationen
- Jutta Bewig (Red.), Dietmar Albrecht (Mitarb.): Hu-hsien-nung-min-hua / eine Ausstellung der Gesellschaft für Deutsch-Chinesische Freundschaft e. V. (Kunstverein München, 8. März – 22. April 1979; Kubus, Hannover, 28. April – 27. Mai 1979 ...), entspricht Bauernmalerei aus Huxian / hrsg. v. d. Ges. für Dt.-Chines. Freundschaft (GDCF) e. V., Frankfurt/M., in Zusammenarbeit mit der Gesellschaft des Chinesischen Volkes für Freundschaft mit dem Ausland in Peking und der Botschaft der Volksrepublik China in der Bundesrepublik Deutschland, Frankfurt am Main 1979
- Heimar Fischer-Gaaden (Red.), Grethe Jürgens und Erich Wegner (Ill.): Grethe Jürgens, Erich Wegner / Bilder aus 6 Jahrzehnten / 28. Juli - 26. August 1979, Kubus an d. Aegidienkirche, Hannover / Veranstalter: Bund Bildender Künstler für Niedersachsen, Hannover 1979
- Heimar Fischer-Gaaden (Bearb.), Ewald Brandt: Ewald Brandt / Plastiken und Zeichnungen, 1948 - 1982, 1. - 22. Dezember 1985, KUBUS an der Aegidienkirche / Veranstalter: Bund Bildender Künstler für Niedersachsen, Ausstellung und Katalog, Hannover 1985
- Heimar Fischer-Gaaden (Red.), Eckard Schrader und Rudolf Stark (Fotos): „Man kann ja nie wissen“ -  Hommage à Kurt Schwitters / Malerei, Plastik, Grafik - Assemblagen, Collagen, Fotos, Montagen und Objekte / 1. – 29. Juni 1986, Kubus an der Aegidienkirche Hannover / Veranstalter Bund Bildender Künstler für Niedersachsen in Zusammenarbeit mit der Landeshauptstadt Hannover, Hannover 1986
- Ludwig Zerull: Vom Zufall und vom Glück / eine Ausstellung der Niedersächsischen Lottostiftung vom 21. Oktober bis 18. November 2001 im Kubus Hannover und der „Galerie vom Zufall und vom Glück“, hrsg. v. d. Niedersächsische Lottostiftung, Hannover 2001, ISBN 3-00-008689-7.
- Maria Otto (Hrsg.): Szene Hannover (6. Dezember 1992 – 31. Januar 1993, Kubus, Kunstpreis Villa Minimo; 5. Dezember 1992 – 3. Januar 1993), Kunstverein Hannover, 77. Herbstausstellung Niedersächsischer Künstler und Kunstpreis der Stadtsparkasse Hannover, Preisträger der Villa Minimo / 77. Herbstausstellung Niedersächsischer Künstler. Kunstverein Hannover, Hannover 1993
- Initiative Kulturwissenschaftler für Frieden und Abrüstung in Ost und West: Kulturgut - bombensicher? / Dresden und Hiroshima mahnen zu Vernunft und Frieden / Begleittext zu einer Ausstellung Mai 1985 im KUBUS der Landeshauptstadt Hannover / veranstaltet von der Initiative Kulturwissenschaftler für Frieden und Abrüstung in Ost und West, 2. Auflage. Hannover 1985
- Gisela Vetter-Liebenow, Siegfried Liebrecht (Hrsg.), Peter Gaymann (Ill.): Ich will dich glücklich machen! / Peter Gaymann / Cartoons aus der Brigitte-Serie „Die Paar-Probleme“, eine Ausstellung des Wilhelm-Busch-Museums Hannover, Deutsches Museum für Karikatur und Kritische Grafik im Kubus Hannover, 9. Juli bis 29. August 1999, Begleitbuch zur Ausstellung "Ich Will Dich Glücklich Machen!" des Wilhelm-Busch-Museums Hannover/Deutsches Museum für Karikatur und Kritische Grafik im Kubus Hannover vom 9. Juli bis 29. August 1999, im Auftr. der Wilhelm-Busch-Gesellschaft e. V., Wilhelm Busch Museum, Hannover 1999, ISBN 3-921752-38-8.
- Thomas Kaestle (Hrsg.), Katja Heinecke, An Seebach (Ill.): Mind the park / Planungsräume, Nutzersichten, Kunstvorfälle. im Rahmen des prozessualen Kunstprojektes Mind the park - Stadtverwaltung, Grünflächenplanung, Kunstvorfälle (von März bis Juli 2009 durchgeführt und vom 7. Juni bis 5. Juli 2009 in der Städtischen Galerie Kubus und im Fachbereich Umwelt und Stadtgrün der Landeshauptstadt Hannover sowie im angrenzenden öffentlichen Raum präsentiert), Veranstalter: Art IG e. V. in Kooperation mit dem Kulturbüro der Landeshauptstadt Hannover, Fachbereich Umwelt und Stadtgrün der Landeshauptstadt Hannover, Fruehwerk Verlag, Berlin/Hannover/Hildesheim/Luzern/Oldenburg 2009, ISBN 978-3-941295-06-3.
- Michael Stoeber, Kirsten Mosel: Cut-outs. Ausstellungskatalog anlässlich der Ausstellung Kirsten Mosel Cut-Outs, Internationalismus-Verlag, Hannover 2009, ISBN 978-3-922218-91-3.
- Andreas Sprengler (Hrsg.): Elementarkräfte / Schaffen und Werk psychiatrieerfahrener Künstler über 100 Jahre. anläßlich der Ausstellung Elementarkräfte – Schaffen und Werk Psychiatrieerfahrener Künstler über 100 Jahre, Hannover, 25. April bis 30. Mai 2010, Städtische Galerie Kubus, Kulturbüro der Landeshauptstadt Hannover, Psychiatrie-Verlag, Bonn 2010, ISBN 978-3-88414-599-9.